# Nanne Sluis (roeier)
Nanne Sluis (Willemstad, 13 mei 1983) is een Nederlands roeier. Hij vertegenwoordigde Nederland eenmaal op de Olympische Spelen, maar won bij die gelegenheid geen medaille.
In 2003 verhuisde hij voor zijn studie naar Groningen en werd daar lid van studentenvereniging A.G.S.R. Gyas. In 2010 behaalde hij een tweede plaats op de studentenwereldkampioenschappen. In datzelfde jaar nam hij deel aan de wereldbeker in Luzern. Met zijn roeipartner Rogier Blink finishten ze bij de twee zonder stuurman op een achtste plaats. Hierdoor kreeg hij van het NOC*NSF de A-status toegewezen. 
In 2012 vertegenwoordigde hij Nederland op de Olympische Zomerspelen 2012 in Londen. Hier kwam hierbij met Meindert Klem uit op het roeionderdeel twee zonder stuurman. Na de series (3e in 6.25,90), halve finale (6e in 7.13,7) werd het tweetal elfde overall door 7.05,12 te roeien in de kleine finale.

## Palmares

### Twee zonder stuurman
- 2010: 8e Wereldbeker III - 6.33,40
- 2011: 6e Wereldbeker I - 6.36,92
- 2011: 10e Wereldbeker III - 6.43,43
- 2012: 4e Wereldbeker I - 6.36,58
- 2012: 9e Wereldbeker II - 6.41,85
- 2012: 11e OS - 7:05,12

### Acht met stuurman
- 2009: 4e Wereldbeker I - 6.07,96